# Élie Aboud
Pour les articles homonymes, voir Aboud (homonymie).
Élie Aboud, né le 12 octobre 1959 à Beyrouth, au Liban, est un homme politique français, membre du parti politique Les Républicains (LR). Il devient député de la sixième circonscription de l'Hérault en 2007, après le décès de Paul-Henri Cugnenc. À l'issue des élections législatives partielles de 2012, il est élu député de la sixième circonscription de l'Hérault avec 61,91 % des voix. Il est battu en 2017.

## Biographie
Originaire du Liban, il y obtient son baccalauréat à l'âge de seize ans, puis se rend en France où il s'inscrit à la faculté de médecine de Montpellier.
Élu de Béziers depuis 1995, c'est un proche du sénateur-maire Raymond Couderc. Il est candidat aux élections cantonales de 2004 dans le canton de Béziers-4 mais il est battu au second tour en triangulaire au profit du candidat PS Jean-Michel du Plaa.
Suppléant de Paul-Henri Cugnenc, il lui succède à sa mort le 4 juillet 2007 comme député de la 6e circonscription de l'Hérault, dans la XIIIe législature.
Après les élections municipales de 2008 à Béziers qui voient Raymond Couderc, sénateur-maire sortant, être réélu, Élie Aboud devient son premier adjoint.
Le 5 février 2013, lors de la discussion à l'Assemblée nationale du projet de loi ouvrant le mariage aux couples de personnes de même sexe, Élie Aboud évoque le triangle rose, remplacé par « un triangle noir » : « Ce n’est pas du triangle rose dont parle un pédopsychiatre, mais d’un triangle noir, avec inscription SOS Danger » ; cette intervention provoque la colère de la garde des Sceaux Christiane Taubira qui la trouve « inqualifiable »,.
Le 17 juin 2012, il perd son siège à l'Assemblée nationale au profit de la socialiste Dolorès Roqué, qui l'emporte de 10 voix à l'issue d'une triangulaire avec le Front national. À l'issue d'un recours qu'il dépose en raison d'un trop petit écart de voix, l'élection dans la 6e circonscription de l'Hérault est annulée. Élie Aboud redevient alors député le 16 décembre 2012, après sa victoire avec 61,91 % des voix face à Dolorès Roqué,,.
Le 30 mars 2014, il perd la triangulaire des élections municipales à Béziers contre Robert Ménard, soutenu alors par le Front national.
Le 30 janvier 2016, il est élu président de la fédération des Républicains de l’Hérault.
Candidat à un troisième mandat de député, il est éliminé dès le premier tour avec 18,28 % des voix.

### Mandat parlementaire

#### Député
- Du 4 juillet 2007 au 19 juin 2012 : député de la 6e circonscription de l'Hérault.
- Du 17 décembre 2012 au 20 juin 2017 : député de la 6e circonscription de l'Hérault.

## Anciens mandats locaux
Conseil municipal :
- 19 juin 1995-18 mars 2001 : conseiller municipal de Béziers
- mars 2001-mars 2008 : 8e adjoint au maire de Béziers

## Mandats locaux
- mars 2008 - janvier 2013 : 1er adjoint au maire de Béziers
- depuis janvier 2013 : conseiller municipal de Béziers[11]
- À la suite son élimination dès le premier tour des législatives de juin 2017, il démissionne de son mandat de conseiller municipal. Il est remplacé par François Perniola.